# Cixius ugandana
Cixius ugandana är en insektsart som beskrevs av Van Stalle 1988. Cixius ugandana ingår i släktet Cixius och familjen kilstritar. Inga underarter finns listade i Catalogue of Life.